# 香港人の一覧
香港人の一覧（ホンコンじんのいちらん）は、香港の著名人の一覧。

## 俳優・女優
- ブルース・リー（李小龍、俳優・格闘家）
- ドニー・イェン（甄子丹、俳優・格闘家）
- ジャッキー・チェン（成龍、俳優・スタント・パーソン）
- サモ・ハン・キンポー（洪金寶、俳優・スタント・パーソン）
- 周星馳（チャウ・シンチー、俳優・映画監督）
- 張曼玉 （チョン・マンユック、女優）
- チョウ・ユンファ（周潤發、俳優）
- 梁朝偉（トニー・レオン、俳優）
- ミッシェル・リー（李嘉欣、ミス香港・女優）
- アンジェラベイビー （楊穎、モデル・女優）
- セシリア・チャン（張柏芝、女優・歌手）
- ニコラス・ツェー（謝霆鋒、俳優・歌手）
- 呉彦祖（ダニエル・ウー、俳優）
- 陳冠希（エディソン・チャン、俳優・歌手）
- 余文楽（ショーン・ユー、俳優・歌手）
- 安志杰（アンディ・オン、俳優）
- ニック・チョン（張家輝、俳優）
- レイン・リー（李彩華、女優・歌手）
- ルイス・クー（古天樂、俳優）
- レオン・カーフェイ （梁家輝、俳優）
- アンソニー・ウォン（黄秋生、俳優）
- サイモン・ヤム（任達華、俳優）
- サム・リー（李璨琛、俳優）
- カレン・モク（莫文蔚、女優・歌手）
- ディッキー・チョン（張衛健、俳優・歌手）
- アーリフ・リー（李治廷、俳優・歌手）
- 陳國坤 （俳優)
- 李思欣（シャーメイ・リー、女優）
- アテナ・チュー（朱茵、女優）

（参考→亜州明星総覧）

## 歌手・音楽家
- ウォン・カークイ（黄家駒、歌手・音楽家・シンガーソングライター）
- ジャッキー・チュン（張学友、歌手・俳優）
- アンディ・ラウ（劉徳華、歌手・俳優）
- アーロン・クオック（郭富城、歌手・俳優）
- レオン・ライ（黎明、歌手・俳優）
- アグネス・チャン（陳美齢、歌手・タレント）
- 陳慧琳（ケリー・チャン、歌手・女優）
- サミー・チェン（鄭秀文、歌手・女優）
- ジジ・リョン（梁詠琪、歌手・女優）
- 王菲（フェイ・ウォン、歌手・女優）
- アニタ・ムイ（梅艶芳、歌手・女優）
- レスリー・チャン（張国栄、歌手・俳優）
- ダニー・チャン（陳百強、歌手・シンガーソングライター）
- 李振輝（ロバート・リー、歌手・音楽家）
- アラン・タム（譚詠麟、歌手・俳優）
- ケニー・ビー（鍾鎮濤、歌手・俳優）
- イーキン・チェン（鄭伊健、歌手・俳優）
- イーソン・チャン（陳奕迅、歌手・俳優）
- サミュエル・ホイ（許冠傑、歌手・シンガーソングライター・俳優）
- ダニー・サマー（夏韶聲、歌手・俳優）
- 容祖兒（ジョイ・ヨン、歌手・女優)
- ハーマン・リ（李康敏、ギタリスト・音楽家）
- 陳小春（ジョーダン・チャン、歌手・俳優）
- 陳偉霆（ウィリアム・チャン、歌手・俳優）
- 泳兒（ヴィンシー、歌手）
- ボンディ・チウ（趙学而、歌手・女優）
- メイシー・チャン（陳美詩、歌手・女優）
- シャーマン・チョン（鍾舒漫、歌手・女優）
- アンソン・ロー（盧瀚霆、歌手・俳優・YouTuber）
- ジャクソン (GOT7) (王嘉爾、歌手・韓国のボーイズグループGOT7のメンバー)
- ルーカス（黄旭熙、歌手・韓国のボーイズグループNCT/WayVの元メンバー)

## 映画監督
- ジョン・ウー（呉宇森）
- ウォン・カーウァイ（王家衛)
- ジョニー・トー（杜琪峰）
- アン・ホイ （許鞍華）
- ツイ・ハーク（徐克）
- イー・トンシン（爾冬陞）
- 厳浩（イム・ホー）
- ユエン・ウーピン（袁和平）
- アンドリュー・ラウ（劉偉強）
- ウィルソン・イップ（葉偉信）
- ダニエル・リー（李仁港）

## 芸術家
- スタンレー・ウォン（又一山人、芸術家）
- マイケル・ラウ（劉建文、造形師）
- エリック・ソー（蘇勲、造形師・芸術家）

## 写真家・ジャーナリスト
- 曾廣智（英語版）（ツェン・クォンチー、写真家。英名はジョセフ・ツェン）

## ファッションデザイナー
- ヴィヴィアン・タム (譚燕玉)

## スポーツ選手
- 李麗珊（リー・ライシャン、セーリング選手）
- ワン・カンポ（黃金寶、自転車）

## 実業家
- 李嘉誠
- 鄭裕彤
- 李兆基
- 郭得勝
- 趙世曾
- 劉鑾雄
- 楊受成
- レイモンド・チョウ（鄒文懐）
- テディ・イップ（葉徳利）
- 蕭若元（蕭定一の父）
- 蕭定一（シウ・ティンヤット）